# Флаг Шушар
Флаг внутригородского муниципального образования посёлок Шуша́ры в Пушкинском районе города Санкт-Петербурга Российской Федерации — опознавательно-правовой знак, служащий официальным символом муниципального образования и знаком единства его населения.
Флаг утверждён 29 октября 2009 года и внесён в Государственный геральдический регистр Российской Федерации.

## Описание
«Флаг муниципального образования посёлок Шушары представляет собой прямоугольное полотнище с отношением ширины флага к длине — 2:3, воспроизводящее композицию герба муниципального образования посёлок Шушары в чёрном, красном и белом цветах».
Геральдическое описание герба гласит: «В чёрном поле два серебряных узких острия, сложенных во вписанное стропило; поверх всего — два червлёных (красных) серпа накрест, лезвиями вниз и рукоятями вниз и в стороны, поверх которых такой же сноп, перевязанный червлёной лентой, обременённый серебряным прямым равноконечным вырубным крестом, просечённым в ромб».

## Символика
Флаг составлен на основании герба муниципального образования посёлок Шушары, в соответствии с традициями и правилами вексиллологии и отражает исторические, культурные, социально-экономические, национальные и иные местные традиции.
Топоним Шушары возник от названия бывшей здесь деревни Суосаари (фин. Suosaari), что значит «болотистый остров»: фин. suo — «болото», фин. saari — «остров».
Деревня Шушары (Суосаари) была расположена по Московскому шоссе, сейчас не существует (место её частично занято посёлком Ленсоветовский). Современный посёлок Шушары находится в 4 км от места расположения деревни. В деревне насчитывалось около 100 домов, почти всё население составляли финны. Деревня не существует с войны. Одна часть деревни называлась по-фински фин. Pitkala (по церковным книгам — это отдельная деревня), по-русски для неё не было особого названия.
С конца 1920-х годов существовал Шушарский национальный финский сельсовет объединённый в 1934 году с Московско-Славянским сельсоветом, но сохранившим свой национальный статус до 1939 года.
Белый прямой равноконечный вырубной крест, просечённый в ромб — фрагмент ижорской вышивки — напоминает о былой финской истории Шушар и финском происхождении топонима Шушары.
Фактически вся история Шушар и ближайшей местности — это история отвоёвывания у болот территории необходимых для ведения сельского хозяйства, всегда важное значение имела мелиорация переувлажнённых земель.
Чёрный цвет флага напоминает о торфяниках активно разрабатывавшихся Обуховским торфокомбинатом в довоенное время и о былых шушарских болотах. С другой стороны, чёрный цвет это цвет вспаханной земли, поэтому он ассоциируются с сельскохозяйственным производством.
Шушарские болота занимали до 1000 десятин пространства. В 1817 году в Россию по «высочайшему приглашению» приехал сельскохозяйственный инженер, англичанин Даниэл Уилер, возглавивший проведение мелиоративных работ на Охте и Волковке, а с 1826 года и в районе Шушар. Тогда около 11 га бывших болот были превращены в угодья Английской фермы с «образцово ухоженными тучными полями». Осушение окрестных болот активно проводилось и в XX веке.
С самого трудного участка — шушарских болот — было начато строительство первой железной дороги России — Царскосельской. Сходящиеся вверху два белых острия, положенные в стропило, напоминают о путях Царскосельской железной дороги, которую начали строить именно отсюда. В 2,5 км от железнодорожной станции Шушары (до 1930 года — ж/д станция Средняя) с 1990 года расположена «площадка натурных экспонатов Музея железнодорожной техники имени В. В. Чубарова». Через территорию муниципального образования посёлок Шушары проходит Московское шоссе.
В 1930-е годы были созданы три крупных сельскохозяйственных предприятия: совхозы «Шушары», «Детскосельский» (бывший «Детское Село») и «Ленсоветовский».
Красные сноп и два серпа символизируют традиционное занятие сельским хозяйством местных жителей на протяжении веков и три крупных сельхозпредприятия, ныне действующих на территории муниципального образования посёлок Шушары. Памятный знак в виде двух снопов стоит возле здания администрации муниципального образования посёлок Шушары. В Шушарах расположена Академия менеджмента и агробизнеса нечернозёмной зоны Российской Федерации, гостиница «Нива», в 1980—2008 годы в посёлке располагался ДК «Нива». Эмблема на печати Шушар (1935 год) — сноп, поверх него серп.
Белый цвет (серебро) — чистота помыслов, искренность, правдивость, невинность, благородство, откровенность, непорочность, надежда.
Чёрный цвет — символ благоразумия, мудрости, скромности, честности, вечности и древности бытия.
Красный цвет — символизирует любовь, мужество, смелость, великодушие, храбрость, неустрашимость. В древнерусской традиции красный — красивый. Символ труда, жизнеутверждающей силы, красоты, солнца и тепла.